# Aethalia
L'Aethalia è stato un traghetto, appartenuto alla Toremar dal 1956 al 1989, primo roll-on/roll-off in servizio nell'Arcipelago Toscano.

## Servizio
Varato il 26 febbraio 1956 nei Cantieri Navali del Tirreno Riuniti di Riva Trigoso con il nome di Aethalia e consegnato nel luglio successivo alla Navigazione Toscana, prende servizio il 1º agosto nei collegamenti per l'Elba, la Gorgona e Pianosa.
Nel novembre del 1975 viene trasferito alla neonata Toremar insieme al resto della flotta.
Per la sua tenuta del mare, non proprio uguale a quella del Capo Bianco, venne soprannominato dai capraiesi con l’appellativo di Ballerina. Tra racconti degli abitanti di Capraia, vi è un episodio in cui l'Aethalia, a causa di una burrasca di Libeccio, andò a finire a Capo Corso e, giunto sull'isola con diverse ore di ritardo, entrò in collisione contro la banchina durante le manovre di ormeggio.
Il 23 dicembre 1988, in vista dell'ingresso in flotta del nuovo Liburna, viene disarmato a Livorno e messo in vendita. 
Nel gennaio del 1989 viene venduto alla Naviero Kamero e, ribattezzato Pergamo, prende servizio nei collegamenti tra le Isole Greche.
Nel 1990 viene posto in disarmo a Retimo e messo di nuovo in vendita. Poco tempo dopo, viene venduto alla Goldshine Entreprises S.A. e, ribattezzato Canadian Spirit, prende servizio in Tanzania.
Nel 2002 viene cancellato dai registri navali, lasciato un'incognita sul suo destino finale, anche se molto probabilmente è la demolizione.